# 郷原古統

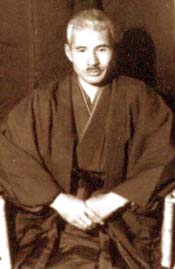
台湾時代の郷原古統

郷原 古統（ごうばら ことう、1887年8月8日 - 1965年4月6日）は、日本統治時代の台湾で活躍した日本の画家、美術教育者。本名は郷原藤一郎。

## 経歴
長野県東筑摩郡広丘村（現塩尻市）出身。堀江家に生まれ、伯父で広丘村村長の郷原保三郎の養子となる。母方の従兄弟に歌人の太田水穂がいた。旧制松本中学（現長野県松本深志高等学校）を経て、1907年に東京美術学校日本画科に首席入学し、図画師範科に転じて寺崎広業に師事し、1910年に卒業。京都で美術教師として教壇に立った後、1917年に台湾に渡り、旧制台中中学校に赴任する。1927年に設立された台湾美術展覧会で創立委員や審査員を務めた。1932年に「栴檀社」を主宰し、多くの門弟を育成した。1936年に父の住む兵庫県芦屋市に帰国し、1946年に塩尻に帰郷した。1962年には台湾時代の門弟によって郷里に顕彰碑が建立された。

## 作品
- 『麗島名華鑑』1920年代 台北市立美術館蔵（台湾）
- 『台北名所圖繪十二景』1920年代 台北市立美術館蔵（台湾）
- 『庭院』1920 国立台湾美術館蔵（台湾）
- 『台湾山海屏風－能高大觀』1930 台北市立美術館蔵（台湾）、第四回台湾美術展覧会展示
- 『台湾山海屏風-北關怒潮』1931 台北市立美術館蔵（台湾）、第五回台湾美術展覧会展示
- 『台湾山海屏風-木靈』1934 台北市立美術館蔵（台湾）、第八回台湾美術展覧会展示
- 『台湾山海屏風-内太魯閣』1935 台北市立美術館蔵（台湾）、第九回台湾美術展覧会展示